# 張庭瑞
张庭瑞（1234年—1290年），字天表，元朝官员，張庭珍之弟，祖籍临潢全州，父亲张楫，金朝商州南仓使，归降蒙古，窝阔台时任北京都转运使。于是定居北京路（治今内蒙古宁城县西大明城）。
张庭瑞对于兵法、地志、星历、卜筮都有研究。开始以宿卫跟随蒙哥攻打南宋蜀地，担任先锋。元世祖中统二年（1261年），担任参议青居（今四川南充市南）元帅府事。在虎啸山筑城，击败宋将夏贵的围攻，杀都统栾俊、雍贵、胡世雄等五人，为陕西四川道按察副使。至元七年（1270年），任高唐州（今山东高唐县）尹，劝农桑，兴庙学，大司农司考课第一。元朝尽得蜀地后，由成都路总管升诸蛮夷部宣慰使，改茶叶官卖为民营，命黎州（今四川汉源县）、雅州（今四川雅安市）戍兵屯田，免除嘉定（今四川乐山市）舟民漕运粮食。镇压都掌蛮反抗，斩杀其酋长德兰酉。改任叙州（今四川宜宾市）等处蛮夷部宣抚使，解决羌民骚扰问题。官至潭州路总管。